# Linguimaera octodens
Linguimaera octodens is een vlokreeftensoort uit de familie van de Maeridae. De wetenschappelijke naam van de soort is voor het eerst geldig gepubliceerd in 1970 door Sivaprakasam.